# Ricardo Giusti
Ricardo Omar Giusti (Albarellos, Provincia de Santa Fe, 11 de diciembre de 1956) es un exfutbolista argentino que jugaba como mediocampista. Integró el plantel campeón de la selección Argentina en la Copa Mundial de 1986. En la actualidad se dedica a la representación de jugadores.

## Trayectoria
Comenzó jugando en Newell's Old Boys de la ciudad de Rosario, debutando profesionalmente en el año 1975. Con el equipo rosarino disputó 114 partidos hasta 1978, marcando nueve goles.
En 1979 pasó a ser jugador de Argentinos Juniors donde compartió equipo con Diego Maradona, pero solo estuvo una temporada, ya que al año siguiente fichó por Independiente.

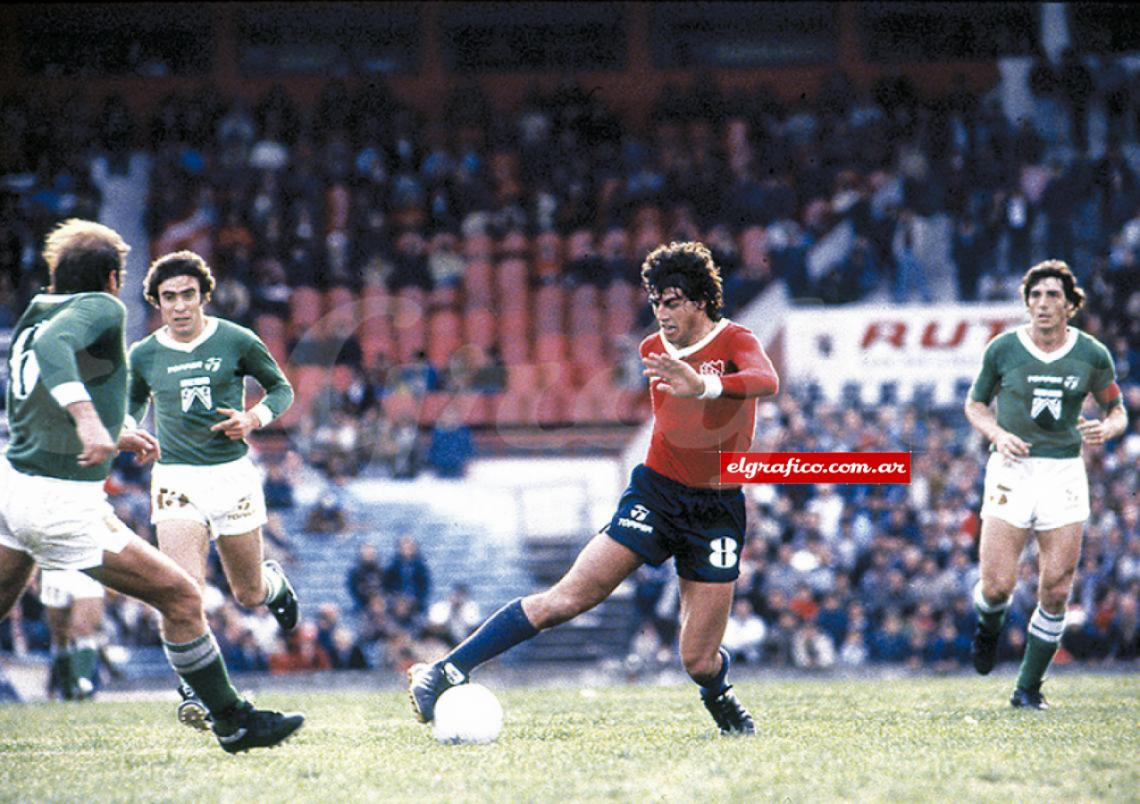
Giusti en un partido contra Ferro en 1982

En este club vivió los mejores momentos de su carrera deportiva. En once años en el club de Avellaneda, ganó la Copa Libertadores 1984 y la Copa Intercontinental del mismo año, y a nivel nacional obtuvo el Metropolitano 1983 y el Campeonato de Primera División 1988/89. Es considerado como un ídolo en el club.
En 1991 jugó para Unión de Santa Fe, retirándose al siguiente año tras el descenso del equipo a la Primera B Nacional.
En toda su trayectoria futbolística en clubes jugó 488 partidos, marcando 46 goles, 32 de ellos en Independiente.

## Selección nacional
Con la selección argentina disputó cinco torneos de gran importancia: el primero fue la Copa América 1983, no pudiendo acceder a la segunda ronda. También formó parte de la Copa América 1987, realizada en Argentina y en la Copa América 1989.

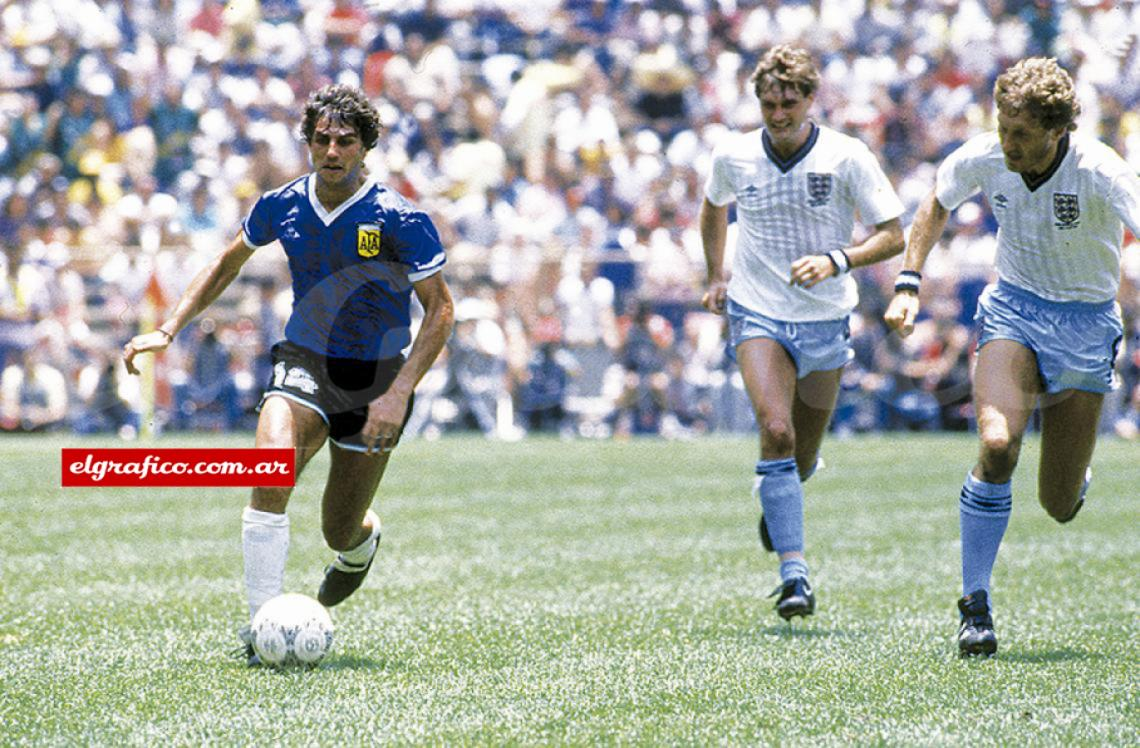
Jugando para la selección argentina contra Inglaterra en la Copa Mundial de 1986

En términos mundialistas, jugó todos los partidos y cada minuto de Argentina en la Copa Mundial de 1986, consagrándose campeón siendo titular indiscutido para el entrenador Carlos Salvador Bilardo. Su segunda Copa Mundial fue Italia 1990, no estuvo en los dos primeros partidos pero jugó después los cuatro siguientes hasta la semifinal contra Italia, en donde fue expulsado por golpear sin balón a Roberto Baggio, lo que le impidió disputar la gran final ante Alemania.

### Participaciones en Copas del Mundo
| Mundial              | Sede   | Resultado  | PJ | G |
| -------------------- | ------ | ---------- | -- | - |
| Copa Mundial de 1986 | México | Campeón    | 7  | 0 |
| Copa Mundial de 1990 | Italia | Subcampeón | 4  | 0 |

### Participaciones en Copa América
| Copa América      | Sede          | Resultado    | PJ | G |
| ----------------- | ------------- | ------------ | -- | - |
| Copa América 1983 | Sin sede fija | Primera fase | 1  | 0 |
| Copa América 1987 | Argentina     | Cuarto lugar | 4  | 0 |
| Copa América 1989 | Brasil        | Tercer lugar | 2  | 0 |

## Estadísticas

### Clubes
| Newell's Argentina |               |               |     |    |   |    |    |     |     |    |
| 1.ª | 1976          | 34            | 4   | -  | - | -  | -  | 34  | 4   |    |
| 1.ª | 1977          | 51            | 5   | -  | - | -  | -  | 51  | 5   |    |
| 1.ª | 1978          | 25            | 0   | -  | - | -  | -  | 25  | 0   |    |
| 1.ª | 1979          | 4             | 0   | -  | - | -  | -  | 4   | 0   |    |
| Total club | Total club    | 114           | 9   | 0  | 0 | 0  | 0  | 114 | 9   |    |
| Argentinos Argentina |               |               |     |    |   |    |    |     |     |    |
| 1.ª | 1979          | 9             | 1   | -  | - | -  | -  | 9   | 1   |    |
| 1.ª | 1980          | 23            | 1   | -  | - | -  | -  | 23  | 1   |    |
| Total club | Total club    | 32            | 2   | 0  | 0 | 0  | 0  | 32  | 2   |    |
| Independiente Argentina |               |               |     |    |   |    |    |     |     |    |
| 1.ª | 1981          | 36            | 6   | -  | - | -  | -  | 36  | 6   |    |
| 1.ª | 1982          | 45            | 8   | -  | - | -  | -  | 45  | 8   |    |
| 1.ª | 1983          | 24            | 5   | -  | - | -  | -  | 24  | 5   |    |
| 1.ª | 1984          | 25            | 1   | -  | - | 11 | 0  | 37  | 1   |    |
| 1.ª | 1985          | 9             | 0   | -  | - | 4  | 1  | 13  | 1   |    |
| 1.ª | 1985-86       | 29            | 2   | -  | - | -  | -  | 29  | 2   |    |
| 1.ª | 1986-87       | 36            | 2   | -  | - | 9  | 0  | 43  | 2   |    |
| 1.ª | 1987-88       | 31            | 3   | -  | - | -  | -  | 31  | 3   |    |
| 1.ª | 1988-89       | 7             | 0   | -  | - | 2  | 0  | 9   | 0   |    |
| 1.ª | 1989-90       | 19            | 0   | -  | - | 10 | 3  | 29  | 3   |    |
| 1.ª | 1990-91       | 17            | 1   | -  | - | -  | -  | 10  | 0   |    |
| Total club | Total club    | 276           | 28  | 0  | 0 | 35 | 4  | 311 | 32  |    |
| Unión Argentina |               |               |     |    |   |    |    |     |     |    |
| 1.ª |               |               |     |    |   |    |    |     |     |    |
| 1991-92 | 31            | 3             | -   | -  | - | -  | 31 | 3   |     |    |
| Total club | Total club    | 31            | 3   | 0  | 0 | 0  | 0  | 31  | 3   |    |
| Total carrera | Total carrera | Total carrera | 453 | 42 | 0 | 0  | 35 | 4   | 488 | 46 |
| (2) Incluye datos de la Copa Libertadores (1984, 1985, 1987, 1990); Copa Intercontinental (1984); Supercopa Sudamericana (1988, 1989). (3) No incluye goles en partidos amistosos. |               |               |     |    |   |    |    |     |     |    |

### Selección
| Selección | Año   | Amistoso | Amistoso | Copa América | Copa América | Eliminatorias | Eliminatorias | Copa del Mundo | Copa del Mundo | Total | Total |
| Selección | Año   | PJ       | G        | PJ           | G            | PJ            | G             | PJ             | G              | PJ    | G     |
| --------- | ----- | -------- | -------- | ------------ | ------------ | ------------- | ------------- | -------------- | -------------- | ----- | ----- |
| Argentina | 1983  | 2        | 0        | 1            | 0            | -             | -             | -              | -              | 3     | 0     |
| Argentina | 1984  | 12       | 0        | -            | -            | -             | -             | -              | -              | 12    | 0     |
| Argentina | 1985  | 3        | 0        | -            | -            | 5             | 0             | -              | -              | 8     | 0     |
| Argentina | 1986  | 3        | 0        | -            | -            | -             | -             | 7              | 0              | 10    | 0     |
| Argentina | 1987  | 1        | 0        | 4            | 0            | -             | -             | -              | -              | 5     | 0     |
| Argentina | 1988  | 6        | 0        | -            | -            | -             | -             | -              | -              | 6     | 0     |
| Argentina | 1989  | -        | -        | 2            | 0            | -             | -             | -              | -              | 2     | 0     |
| Argentina | 1990  | 1        | 0        | -            | -            | -             | -             | 4              | 0              | 5     | 0     |
| Total     | Total | 28       | 0        | 7            | 0            | 5             | 0             | 11             | 0              | 51    | 0     |

### Resumen estadístico
| Competición            | Encuentros | Goles | Promedio |
| ---------------------- | ---------- | ----- | -------- |
| Primera División       | 453        | 42    | 0,09     |
| Copas internacionales  | 35         | 4     | 0,11     |
| Selección de Argentina | 51         | 0     | 0,00     |
| Total                  | 539        | 46    | 0,08     |

## Palmarés

### Campeonatos nacionales
| Título           | Club          | País      | Año     |
| ---------------- | ------------- | --------- | ------- |
| Primera División | Independiente | Argentina | M-1983  |
| Primera División | Independiente | Argentina | 1988/89 |

### Copas internacionales
| Título                  | Club                | Sede       | Año  |
| ----------------------- | ------------------- | ---------- | ---- |
| Copa Libertadores       | Independiente       | Avellaneda | 1984 |
| Copa Intercontinental   | Independiente       | Tokio      | 1984 |
| Copa Mundial de la FIFA | Selección Argentina | México DF  | 1986 |